# 柔のミケランジェロ
『柔のミケランジェロ』（やわらのミケランジェロ）は、カクイシシュンスケによる日本の柔道漫画作品。東京都を舞台にしている。『ヤングアニマル嵐』（白泉社）にて、2017年11号から2018年7号まで連載し、同誌の休刊に伴い『ヤングアニマル』（同）本誌に移籍し、2018年14号から同年18号まで連載された。本作はカクイシの初の連載作品である。

## 登場人物

### 都立武橋高校
三宅乱丈（みやけ らんじょう）

獅子田龍一郎（ししだ りゅういちろう）

真城誠（ましろ まこと）

大松（おおまつ）

日熊勝（ひぐま まさる）
主将。
丸子礼二（まるこ れいじ）
副主将。
桃山田光（ももやまだ ひかる）

綱田（つなだ）

掛井玄（かけい げん）
読み切り漫画『Grasp!!』の主人公。邦蔭中学出身。
織田（おだ）
顧問。

### 鷹東学園高校
鬼武将馬（おにたけ しょうま）

神尾一彦（かみお いちひこ）

### 隼西高校 京都
穂村黄金（ほむら こがね）

岩間丈太郎（いわま じょうたろう）

## 読み切り
Other
柔道を題材とした読み切り。
Grasp!!
柔道を題材とした読み切り。

## 書誌情報
- カクイシシュンスケ『柔のミケランジェロ』 白泉社〈ヤングアニマルコミックス〉、全2巻
  1. 2018年5月29日発売[4][5]、ISBN 978-4-592-16131-8
  2. 2018年11月29日発売[6]、ISBN 978-4-592-16132-5